# 085 (prefisso)
085 è il prefisso telefonico del distretto di Pescara, appartenente al compartimento omonimo.
Il distretto comprende la provincia di Pescara e alcuni comuni delle province di Teramo e Chieti. Confina con i distretti di Teramo (0861) a nord, dell'Aquila (0862) e di Sulmona (0864) a ovest, di Chieti (0871) e di Lanciano (0872) a sud.

## Aree locali e comuni
Il distretto di Pescara comprende 57 comuni suddivisi nelle 6 aree locali di Giulianova, Penne (ex settori di Città Sant'Angelo, Penne e Pianella), Pescara (ex settori di Ortona e Pescara), Scafa (ex settori di Catignano e Scafa), Silvi (ex settori di Atri e Silvi) e Torre de' Passeri (ex settori di Caramanico Terme, Popoli Terme e Torre de' Passeri). I comuni compresi nel distretto sono: Abbateggio, Alanno, Atri (TE), Bolognano, Brittoli, Bussi sul Tirino, Cappelle sul Tavo, Caramanico Terme, Carpineto della Nora, Castiglione a Casauria, Catignano, Cepagatti, Città Sant'Angelo, Civitaquana, Civitella Casanova, Collecorvino, Corvara, Cugnoli, Elice, Farindola, Francavilla al Mare (CH), Giulianova (TE), Lettomanoppello, Loreto Aprutino, Manoppello, Montebello di Bertona, Montesilvano, Morro d'Oro (TE), Mosciano Sant'Angelo (TE), Moscufo, Nocciano, Notaresco (TE), Ortona (CH), Penne, Pescara, Pescosansonesco, Pianella, Picciano, Pietranico, Pineto (TE), Popoli Terme, Roccamorice, Rosciano, Roseto degli Abruzzi (TE), Salle, San Giovanni Teatino (CH), San Valentino in Abruzzo Citeriore, Sant'Eufemia a Maiella, Scafa, Serramonacesca, Silvi (TE), Spoltore, Tocco da Casauria, Torre de' Passeri, Turrivalignani, Vicoli e Villa Celiera .